# FC BATE Borisov
FC BATE Borisov (tiếng Belarus: ФК БАТЭ Барысаў, IPA: [baˈtɛ]; tiếng Nga: ФК БАТЭ Борисов, FK BATE Borisov) là một câu lạc bộ bóng đá của thành phố Borisov, Belarus. Câu lạc bộ này đang thi đấu tại giải Giải Ngoại hạng Belarus và hiện là đương kim vô địch của giải đấu. BATE Borisov là đội duy nhất Belarus đủ điều kiện thi đấu tại vòng bảng của UEFA Champions League và họ đã nhiều lần góp mặt tại sân chơi cao nhất của châu lục vào các mùa bóng 2008-09, 2011-12, 2012-13 và 2014-15. Ngoài ra, đội bóng cũng đã thi đấu tại UEFA Europa League trong mùa bóng 2009-10 và 2010-11. Sân nhà của đội bóng là Borisov Arena có sức chứa 13.126 chỗ ngồi và chính thức đưa vào hoạt động vào năm 2014.

## Lịch sử
BATE là một từ viết tắt của Borisov Works of Automobile and Tractor Electric Equipment. Câu lạc bộ được thành lập vào năm 1973 và tái thành lập vào năm 1996. Từ năm 1996, BATE đã vô địch tại Giải bóng đá Ngoại hạng Belarus 10 lần và đã nhiều lần thi đấu tại UEFA Champion League, giải đấu danh giá nhất tại châu Âu cấp câu lạc bộ.
Năm 2001, BATE lần đầu tiên góp mặt tại UEFA Cup, và cũng là lần đầu tiên họ vượt qua vòng loại. Năm 2008, BATE đánh bại Valur, Anderlecht và Levski Sofia để trở thành đội bóng đầu tiên của Belarus góp mặt trong vòng đấu bảng của UEFA Champions League. Trong mùa giải đó, BATE nằm tại bảng H cùng bảng với các ông lớn của bóng đá châu Âu như Juventus, Real Madrid và Zenit St Petersburg. BATE hoàn thành vòng đấu bảng ở vị trí cuối bảng với chỉ 3 điểm khi có được ba trận hòa, một trận với Zenit trên đất Nga, và cầm hòa Juventus trong cả hai lượt trận. Sau đó một năm, đội bóng chỉ thi đấu tại Europa League trong mùa giải 2009-10. Tại vòng bảng, đội bóng nằm cùng bảng với các đội Benfica của Bồ Đào Nha, Everton của Anh và câu lạc bộ Hy Lạp AEK Athens, nhưng đã bị loại ngay ở vòng bảng. Trong cuộc cạnh tranh tương tự trong mùa giải 2010-11, câu lạc bộ nằm tại bảng E cùng với AZ Alkmaar của Hà Lan và hai đội bóng khác đến từ các nước cộng hòa thuộc Liên Xô cũ là Dynamo Kiev của Ukraina và Sheriff Tiraspol từ Moldova. BATE đã vào được Vòng 32 đội nhưng đã bị loại trước đội bóng lớn của Pháp là Paris Saint-Germain.
BATE là câu lạc bộ có nhiều cầu thủ đáng chú ý đã từng trưởng thành và thi đấu cho nhiều câu lạc bộ lớn của châu Âu như Alexander Hleb (đã từng chơi cho Stuttgart, Arsenal, Barcelona, và Birmingham City) và hiện nay cầu thủ này đang quay trở lại thi đấu tại BATE Borisov; Hay như Vitali Kutuzov (từng chơi cho Milan, Sporting Lisbon, Avellino, Sampdoria, Parma, Pisa, và Bari) và Yuri Zhevnov (đã từng chơi cho FC Moscow và Zenit St Petersburg). Sau khi bắt đầu sự nghiệp của mình ở BATE, cả ba cầu thủ nổi danh này đã thi đấu cho các câu lạc bộ lớn khác và là thành viên của đội tuyển quốc gia Belarus.
Ngày 26 tháng 8 năm 2014, BATE chơi play-off để dành vé vào vòng đấu bảng UEFA Champions League, và trước Slovan Bratislava, câu lạc bộ đã dành chiến thắng 3-0 và 4-1 để lần thứ 4 tham dự Champions League.

## Đội hình
Tính đến Tháng 8 năm 2014
Ghi chú: Quốc kỳ chỉ đội tuyển quốc gia được xác định rõ trong điều lệ tư cách FIFA. Các cầu thủ có thể giữ hơn một quốc tịch ngoài FIFA.
| Số | VT | Quốc gia   | Cầu thủ                           |
| -- | -- | ---------- | --------------------------------- |
| 2  | TV | Belarus    | Dzmitry Likhtarovich (đội trưởng) |
| 3  | HV | Belarus    | Vital Hayduchyk                   |
| 4  | HV | Latvia     | Kaspars Dubra                     |
| 5  | TV | Belarus    | Yevgeniy Yablonskiy               |
| 7  | TV | Belarus    | Alyaksandr Karnitsky              |
| 8  | TV | Belarus    | Alyaksandr Valadzko               |
| 9  | TV | Belarus    | Illya Aleksiyevich                |
| 10 | TV | Montenegro | Nemanja Nikolić                   |
| 11 | TĐ | Serbia     | Aleksandar Jevtić                 |
| 13 | TĐ | Belarus    | Mikalay Signevich                 |
| 15 | HV | Belarus    | Maksim Zhavnerchik                |
| 16 | TM | Belarus    | Syarhey Chernik                   |
| 17 | TV | Belarus    | Alyaksey Ryas                     |
| 18 | TĐ | Belarus    | Dzmitry Mazalewski                |

| Số | VT | Quốc gia | Cầu thủ            |
| -- | -- | -------- | ------------------ |
| 19 | HV | Serbia   | Nemanja Milunović  |
| 20 | TĐ | Belarus  | Vitali Rodionov    |
| 22 | TV | Belarus  | Ihar Stasevich     |
| 23 | TV | Belarus  | Edhar Alyakhnovich |
| 25 | HV | Serbia   | Filip Mladenović   |
| 27 | HV | Belarus  | Dmitry Baiduk      |
| 33 | HV | Belarus  | Dzyanis Palyakow   |
| 34 | TM | Belarus  | Artem Soroko       |
| 35 | TM | Belarus  | Anton Chichkan     |
| 42 | HV | Belarus  | Maksim Valadzko    |
| 55 | TV | Belarus  | Dzmitry Baha       |
| 62 | TV | Belarus  | Mikhail Gordeichuk |
| 81 | TV | Belarus  | Alexander Hleb     |

## Danh hiệu
- Giải bóng đá Ngoại hạng Belarus
  - Vô địch (15): 1999, 2002, 2006, 2007, 2008, 2009, 2010, 2011, 2012, 2013, 2014, 2015, 2016, 2017, 2018
  - Về nhì (4): 1998, 2000, 2003, 2004
  - Vị trí thứ 3 (1): 2001
- Giải bóng đá Cúp Quốc gia Belarus
  - Vô địch (2): 2006, 2010
  - Á quân (3): 2002, 2005, 2007
- Siêu cúp bóng đá Belarus
  - Vô địch (7): 2010, 2011, 2013, 2014, 2015, 2016, 2017
  - Á quân (3): 2012, 2018, 2019
- Giải bóng đá Hạng nhì Belarus
  - Vô địch (1): 1996

## Lịch sử thi đấu trong nước
| Mùa  | Giải đấu hạng | Vị trí | Trận | W  | D  | L | Bàn thắng | Điểm | Cúp Quốc gia | Ghi chú |
| ---- | ------------- | ------ | ---- | -- | -- | - | --------- | ---- | ------------ | ------- |
| 1996 | 3             | 1      | 28   | 25 | 2  | 1 | 79–10     | 77   |              |         |
| 1997 | 2             | 2      | 30   | 25 | 3  | 2 | 92–15     | 78   | Vòng 32      |         |
| 1998 | 1             | 2      | 28   | 18 | 4  | 6 | 50–25     | 58   | Tứ kết       |         |
| 1999 | 1             | 1      | 30   | 24 | 5  | 1 | 80–22     | 77   | Bán kết      |         |
| 2000 | 1             | 2      | 30   | 20 | 4  | 6 | 68–26     | 64   | Vòng 16      |         |
| 2001 | 1             | 3      | 26   | 16 | 3  | 7 | 54–31     | 51   | Tứ kết       |         |
| 2002 | 1             | 1      | 271  | 19 | 2  | 6 | 52–20     | 59   | Á quân       |         |
| 2003 | 1             | 2      | 30   | 20 | 6  | 4 | 70–21     | 66   | Tứ kết       |         |
| 2004 | 1             | 2      | 30   | 22 | 4  | 4 | 27–54     | 70   | Bán kết      |         |
| 2005 | 1             | 5      | 26   | 12 | 11 | 3 | 42–27     | 47   | Á quân       |         |
| 2006 | 1             | 1      | 26   | 16 | 6  | 4 | 47–27     | 54   | Vô địch      |         |
| 2007 | 1             | 1      | 26   | 18 | 2  | 6 | 50–25     | 56   | Á quân       |         |
| 2008 | 1             | 1      | 30   | 19 | 10 | 1 | 54–20     | 67   | Bán kết      |         |
| 2009 | 1             | 1      | 26   | 19 | 5  | 2 | 55–16     | 62   | Bán kết      |         |
| 2010 | 1             | 1      | 33   | 21 | 9  | 3 | 64–18     | 72   | Vô địch      |         |
| 2011 | 1             | 1      | 33   | 18 | 12 | 3 | 53–20     | 66   | Vòng 16      |         |
| 2012 | 1             | 1      | 30   | 21 | 5  | 4 | 51–16     | 68   | Vòng 16      |         |
| 2013 | 1             | 1      | 32   | 21 | 4  | 7 | 61–25     | 67   | Vòng 16      |         |
| 2014 | 1             |        |      |    |    |   |           |      | Tứ kết       |         |

- 1 Bao gồm cả trận play-off (thắng 1–0) cho vị trí số 1 với câu lạc bộ Neman Grodno, khi cả hai đội kết thúc với cùng số điểm.

## Cầu thủ đáng chú ý
| Belarus - Maksim Bardachov - Gennadi Bliznyuk - Renan Bressan - Vital Bulyga - Egor Filipenko - Alexander Hleb - Artem Kontsevoy - Sergey Krivets - Vitali Kutuzov - Yawhen Lashankow - Dzmitry Likhtarovich - Dmitry Molosh - Dzmitry Mazalewski - Pavel Nyakhaychyk - Dzyanis Palyakow - Alyaksandr Pawlaw - Artsyom Radzkow - Vitali Rodionov | - Filip Rudzik - Mikalay Ryndzyuk - Igor Shitov - Mikhail Sivakov - Vadim Skripchenko - Ihar Stasevich - Oleg Strakhanovich - Valery Strypeykis - Alyaksandr Valadzko - Raman Vasilyuk - Syarhey Vyeramko - Alyaksandr Yurevich - Maksim Zhavnerchik - Yuri Zhevnov Liên Xô cũ - Zaven Badoyan - Hovhannes Goharyan Châu Âu - Mateja Kežman |  |

## Huấn luyện viên
- Yuri Puntus (1 tháng 3 năm 1996 – 30 tháng 11 năm 2004)
- Igor Kriushenko (1 tháng 1 năm 2005 – 12 tháng 11 năm 2007)
- Viktor Goncharenko (13 tháng 11 năm 2007 – 12 tháng 10 năm 2013)
- Alyaksandr Yermakovich (12 tháng 10 năm 2013 –)